# Vicente Miguel Garcés Ramón
Vicente Miguel Garcés Ramón (ur. 10 listopada 1946 w Walencji) – hiszpański polityk, inżynier, samorządowiec, w latach 2007–2009 i 2011–2014 poseł do Parlamentu Europejskiego VI oraz VII kadencji.

## Życiorys
Z wykształcenia inżynier agronom, pracował jako nauczyciel akademicki, wykładał na Uniwersytecie Politechnicznym w Walencji. Należał do Socjalistycznej Partii Wspólnoty Walenckiej, a następnie Hiszpańskiej Socjalistycznej Partii Robotniczej. Był radnym miejskim w Walencji (1979–1987), radnym prowincji (1979–1983), a także posłem do parlamentu regionalnego (1987–1999). Objął stanowisko prezesa Ośrodka Badań Obszarów Wiejskich i Rolnictwa Międzynarodowego w Walencji.
We wrześniu 2007 z ramienia PSOE objął mandat deputowanego do Parlamentu Europejskiego. Był członkiem Grupy Socjalistycznej, pracował Komisji Rynku Wewnętrznego i Ochrony Konsumentów, a następnie w Komisji Budżetowej. W PE zasiadał do lipca 2009. Powrócił do niego w trakcie VII kadencji w grudniu 2011, kiedy to został jednym z czterech nowych hiszpańskich posłów po wejściu w życie traktatu lizbońskiego.